# 鄭雨盛
鄭雨盛（1973年3月20日—），韓國男演員、導演。

## 個人生活
2011年3月，與《雅典娜：戰爭女神》同劇演員李智雅因同遊巴黎傳出戀情，在不久後於粉絲見面會承認兩人交往，但在李智雅與徐太志婚史曝光后，兩人于5月分手。2024年11月24日，鄭雨盛承认与模特兒文佳庇育有一子，於同年3月出生。

## 社会活动
2016年，與至親好友李政宰共同創辦經紀公司Artist Company。
2015年6月20日「世界難民日」，被聯合國難民署任命為親善大使。2020年出書《走入戰火邊界，我所見的一切：鄭雨盛，與難民相遇》，记录探访難民的经历。2022年以大使的身份前往波蘭，探望因俄烏戰爭而流離失所的烏克蘭難民。2024年7月，因难民议题而长期遭受韩国舆论攻击后辞任。

## 影視作品

### 電視劇
| 年份   | 播放平台 | 劇名                       | 角色   | 備註                              |
| ------ | -------- | -------------------------- | ------ | --------------------------------- |
| 1995年 | SBS      | 車神傳說                   |        |                                   |
| 1995年 | SBS      | 骨頭湯                     |        |                                   |
| 1996年 | MBC      | 冬情                       | 江旭   | 又名1.5                           |
| 2010年 | SBS      | 雅典娜：戰爭女神           | 李正宇 |                                   |
| 2011年 | KTV      | GOOD LIFE                  | 李信基 | 第6、7集客串                      |
| 2011年 | JTBC     | Padam Padam…他和她的心跳聲 | 楊強七 |                                   |
| 2020年 | SBS      | 飛吧開天龍                 | 朴三洙 | 顶替裴晟佑演出 （第17集至第20集） |
| 2023年 | ENA      | 跟我说爱我                 | 車振宇 |                                   |
| 2025年 | Disney+  | 韩国制造                   | 张健荣 | [ 10 ]                            |

### 電影
| 年份   | 片名              | 角色               | 性質             | 備註                   |
| ------ | ----------------- | ------------------ | ---------------- | ---------------------- |
| 1994年 | 九尾狐            | 赫                 | 主演             |                        |
| 1996年 | 殺欲情仇          | 吉                 | 主演             |                        |
| 1996年 | 新上海灘          | 台灣民族同盟會成員 | 特別出演         | 首部華語作品           |
| 1997年 | 心跳              | 李民               | 主演             |                        |
| 1997年 | 仙人掌旅館        | 李民久             | 主演             |                        |
| 1999年 | 沒有太陽          | 李道哲             | 主演             |                        |
| 1999年 | 幽靈號潛艇        | 431-李燦碩         | 主演             |                        |
| 1999年 | Love              | 吳明洙             | 主演             |                        |
| 2001年 | 武士              | 呂率               | 主演             | 首部中韓合拍作品       |
| 2003年 | 笨小孩            | 車哲民             | 主演             |                        |
| 2004年 | 我腦海中的橡皮擦  | 崔哲修             | 主演             |                        |
| 2005年 | 悲傷電影          | 李鎮宇             | 主演             |                        |
| 2006年 | 雛菊              | 朴義               | 主演             | 首部港韓合拍作品       |
| 2006年 | 中天              | 李郭               | 主演             |                        |
| 2008年 | 神偷·獵人·斷指客  | 朴道垣             | 主演             |                        |
| 2009年 | 禮物              | 旻宇／要員K        | 主演             | 短篇電影               |
| 2009年 | 好雨時節          | 朴東河             | 主演             | 第二部中韓合拍作品     |
| 2010年 | 劍雨              | 江阿生             | 主演             | 第二部華語作品         |
| 2011年 | Athena: The Movie | 李正宇             | 主演             |                        |
| 2012年 | THE KILLER        |                    | 主演             |                        |
| 2013年 | 天眼跟蹤          | 詹姆斯（影子）     | 主演             | 翻拍自香港電影《跟蹤》 |
| 2014年 | 神之一手          | 泰碩               | 主演             |                        |
| 2014年 | 情慾誘惑          | 沈學圭             | 主演             |                        |
| 2016年 | 不要忘記我        | 延錫元             | 主演             |                        |
| 2016年 | 阿修羅            | 韓道京             | 主演             |                        |
| 2017年 | 金權性內幕        | 韓江植             | 主演             |                        |
| 2017年 | 鋼鐵雨            | 嚴鐵宇             | 主演             |                        |
| 2018年 | 人狼              | 張振泰             | 主演             |                        |
| 2018年 | 魔王              |                    | 主演             |                        |
| 2019年 | 怎麼就，結婚了    | 交通警察           | 特別出演         |                        |
| 2019年 | 證人              | 楊淳鎬             | 主演             |                        |
| 2020年 | 鋼鐵雨：深潛行動  | 韓慶載             | 主演             |                        |
| 2020年 | 抓住稻草的野兽    | 泰英               | 主演             |                        |
| 2022年 | 獵首密令          | 金正道             | 主演             |                        |
| 2022年 | 保護者            | 秀赫               | 主演兼導演、編劇 |                        |
| 2023年 | 首爾之春          | 李泰臣             | 主演             |                        |

### MV
- 2013年：衛蘭、JW《男人信什麼》

## 導演作品
- 2013年：《4랑》（Samsung Galaxy S4短片，趙勝賢、徐睿知出演）
- 2013年：《夢的開始》（Samsung Galaxy S4短片，崔振赫出演）
- 2014年：《殺手面前的老人》
- 2023年：《保護者》

## 獲獎紀錄
- 1996年：第32屆百想藝術大賞－TV部門 男子新人演技獎（車神傳說）
- 1997年：第17屆韓國電影評論家協會獎－男新人獎（BEAT）
- 1999年：第20屆青龍電影獎－人氣明星獎
- 2001年：第22屆青龍電影獎－人氣明星獎
- 2008年：第29屆青龍電影獎－人氣明星獎
- 2008年：第28屆夏威夷國際電影節－演員成就獎
- 2009年：第3屆亞洲電影大獎－最佳男配角（神偷·獵人·斷指客）
- 2009年：Style Icon Awards－男演員部門獎
- 2011年：韓流有功者 文化部長官獎
- 2013年：Style Icon Awards－本獎
- 2016年：第37屆青龍電影獎－人氣明星賞
- 2016年：第17屆釜山電影評論家協會獎－最佳男主角獎
- 2018年：第23屆春史電影節－最佳男主角獎
- 2019年：第55屆百想藝術大賞－電影部門大賞
- 2019年：第39屆黃金攝影獎－演技大賞
- 2019年：第40屆青龍電影獎－最佳男主角獎
- 2019年：第6屆韓國電影製作人協會獎－最佳男主角獎
- 2022年：第42屆韓國電影評論家協會獎－最佳男主角獎
- 2024年：第33屆釜日電影獎－最佳男主角獎（首爾之春）[11]

## 外部連結
- 鄭雨盛的Instagram帳戶
- 鄭雨盛在NAVER上的资料
- 鄭雨盛在Daum上的资料
- 鄭雨盛在互联网电影资料库（IMDb）上的資料（英文）
- 鄭雨盛在HanCinema的頁面（英文）